# (229) Adelinda
(229) Adelinda – planetoida z pasa głównego asteroid okrążająca Słońce w ciągu 6 lat i 118 dni w średniej odległości 3,42 j.a. Została odkryta 22 sierpnia 1882 roku w Obserwatorium Uniwersyteckim w Wiedniu przez Johanna Palisę. Nazwa planetoidy pochodzi od imienia żony astronoma Edmunda Weissa, dyrektora wiedeńskiego obserwatorium.